# Coelioxys intacta
Coelioxys intacta là một loài Hymenoptera trong họ Megachilidae. Loài này được Friese mô tả khoa học năm 1923.
Loài này phân bố ở Zimbabwe.